# 津軽著高
津軽 著高（つがる あきたか）は、江戸時代中期の陸奥国弘前藩分家・黒石領（4000石）5代当主。

## 略歴
4代当主・津軽寿世の長男として誕生。
元文3年（1738年）7月23日、8代将軍・徳川吉宗に御目見する。宝暦4年（1754年）12月10日、父・寿世の隠居により当主となった。諱の「著」の字は、家の慣例により、本家弘前藩6代藩主・津軽信著から偏諱を受けたものである。なお、信著の父・信興とは従兄弟である。
宝暦10年2月2日、本所深川の火事場見廻を命じられる。安永6年（1777年）1月29日、本所深川の火事場見廻を辞職する。

## 系譜
父母
- 津軽寿世（父）
- 綾姫 ー 津軽政兕の娘（母）

正室
- 黒田直純の娘

子女
- 津軽寧親（長男）生母は正室
- 杉浦寿武
- 北条氏乾室
- 今大路正福室